# Ixion
28978 Ixion este un plutino (obiect aflat în rezonanță 2:3 cu Neptun). Este foarte probabil o planetă pitică, deși UAI încă nu a clasificat-o ca atare. Are un diametru de aproximativ 650 km, ceea ce îl face al cincilea cel mai mare plutino. Are o vizibilitate moderată în specrtul roșu și cel vizibil iar suprafața este alcătuită dintr-un amestec de tholini și gheață.
A fost descoperit pe 22 mai 2001 de către observatorul Cerro Tololo Inter-American (807). Este numit după Ixion, un personaj din Panteonul grecesc.

## Caracteristici fizice

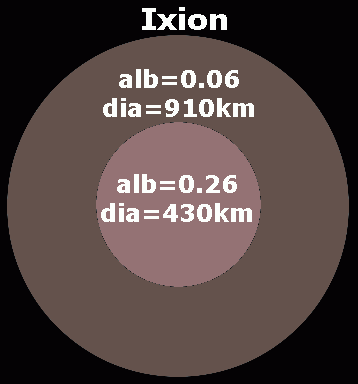
Diametrul lui Ixion depinde de albedo (procentul de lumină reflectată)

În afară de Pluto, Ixion a fost primul obiect transneptunian (TNO) descoperit estimat ca mai mare ca Ceres,  Încă din 2002, un an de la descoperire, s-a estimat că Ixion ar fi mai mare de 1000 de km în diametru, dar această estimare a fost o falsă detecție în banda de 250 GHz, neconfirmată în cadrul observațiilor ulterioare. Estimări mai recente sugerează că Ixion are un albedo ridicat, ceea ce înseamnă că este mai mic ca Ceres. Observații ale telescopului spațial Spitzer în spectrul infraroșu-îndepărtat au arătat că ar avea un diametru de 650 km.
Ixion este ușor roșiatic (mai roșu ca Quaoar) în spectrul vizibil. Are un albedo mai mare (>0.15) decât cubewano-urile. Ar putea exista o absorbție la lungimea de undă de 0,8 μm în spectrul său, ceea ce indică spre o alterare a materialelor de la suprafață de către apă. În spectrul infraroșu-apropiat Ixion este uniform și fără trăsături distinctive. Nu există benzi de absorbție pentru apă la 1,3 și 2 μm. Acest fapt contrastează cu Varuna, care are o pantă spectrală în spectrul infraroșu-apropiat și benzi de absorbție proeminente pentru apă. Atât rezultate vizibile și infraroșii indică o suprafață formată dintr-un amestec de gheață, carbon negru și tholini (heteropolimeri formați de iradierea clatraților de apă și compuși organici). Telescopul VLT a observat Ixion pentru activitate cometară, dar nu a detectat o „coamă”. Ixion este momentan la o distanță de 41 u.a. de Soare, și este posibil ca să dezvolte o coamă atunci când este mai aproape de periheliu.

## Orbită și rotație

Diagrama arată orbitele lui Ixion (verde), Pluto (roșu) și Neptun (gri). Sunt indicate pozițiile curente ale lui Ixion și Pluto (din aprilie 2006).

Ixion și Pluto au orbite asemănătoare, dar orientate diferit. Periheliul lui Ixion se află sub ecliptică, în timp ce acel al lui Pluto se află deasupra eclipticii. În mod neobișnuit pentru corpuri celeste în rezonanță cu Neptun (precum Orcus), Ixion se apropie de Pluto la mai puțin de 20 de grade de separație unghiulară. Ixion se află momentan sub planul eclipticii și va ajunge la periheliu în 2070. Pluto a ajuns la periheliu în 1989 și momentan coboară spre ecliptică. Ixion are o perioadă orbitală de aproape 250 de ani și cu 0,5% mai lungă ca cea a lui Pluto. Ixion manifestă schimbări regulate de luminozitate, despre care se crede că sunt cauzate de rotație. Până în anul 2010 nu s-a putut stabili cu certitudine perioada de rotație a lui Ixion.